# Ensrettet vej
En ensrettet vej er en vej, hvor trafikken kun må gå i én retning. Ved indkørslen er tavlen "Ensrettet" opsat, og ved udkørslen er tavlen "Indkørsel forbudt" opsat.
Der er dog visse steder, hvor det kun gælder motorkøretøjer, og her vil der normalt ved indkørslen være skiltet med færdselstavlen "Ensrettet" og undertavlen "Gælder ikke cykler" eller tilsvarende, mens der ved udkørslen er opsat tavlen "Motorkøretøjer forbudt".
Det er strafbart at køre mod ensretningen, og efter indførelsen af klippekort-systemet koster det både en bøde og et "klip" i kørekortet, hvis man færdes mod trafikretningen med et motorkøretøj. Bøden for at cykle mod ensretningen er Dkr. 500,- pr. juni 2006.
| Trafik | Spire Denne trafikartikel er en spire som bør udbygges. Du er velkommen til at hjælpe Wikipedia ved at udvide den. |